# Шахов, Иван Кузьмич
Иван Кузьмич Шахов — советский хозяйственный, государственный и политический деятель, Герой Социалистического Труда.

## Биография
Родился в 1922 году в деревне Вятка. Член КПСС.
Участник Великой Отечественной войны, участник советско-японской войны, в системе МВД СССР. С 1949 года — на хозяйственной, общественной и политической работе. В 1949—1985 гг. — завхоз в детском доме № 1 Комсомольска-на-Амуре, электромонтёр, электромонтажник Амурского электромонтажного предприятия Министерства судостроительной промышленности СССР.
Указом Президиума Верховного Совета СССР от 26 апреля 1971 года присвоено звание Героя Социалистического Труда с вручением ордена Ленина и золотой медали «Серп и Молот».
Умер после 1985 года.